# Copa do Caribe da CONCACAF
A Copa do Caribe (português brasileiro) ou Taça das Caraíbas (português europeu) (em inglês: Caribbean Cup) é uma competição anual de futebol para os clubes dos países membros da União de Futebol do Caribe (CFU). 
O torneio teve a sua edição inaugural no ano de 2023, servindo como método de qualificação para a Copa dos Campeões da CONCACAF. O evento é um sucessor do antigo Campeonato de Clubes do Caribe, que aconteceu entre 1997 e 2022.
Atualmente, os três melhores times da Copa do Caribe se classificam para a Copa dos Campeões, com o vencedor entrando diretamente na fase de oitavas de final e o segundo e terceiro colocados na primeira rodada.

## História
Em setembro de 2021, a CONCACAF anunciou que, a partir de 2024, a Copa dos Campeões iria receber uma expansão de 16 para 27 times. Nessa mesma época, foi anunciado que os clubes da sub-região do Caribe iriam se qualificar para a partir de um novo torneio, a Copa do Caribe da CONCACAF. Os detalhes específicos do torneio foram anunciados em junho de 2022.

## Qualificação
Oito dos dez times irão ser os atuais campeões e vices das quatro ligas nacionais da região que cumprem os padrões de licenciamento profissional da CONCACAF.
| Nação                | Liga                       | Participantes          |
| -------------------- | -------------------------- | ---------------------- |
| República Dominicana | Liga Dominicana de Fútbol  | Campeão e vice-campeão |
| Haiti                | Ligue Haïtienne            | Campeão e vice-campeão |
| Jamaica              | Jamaica Premier League     | Campeão e vice-campeão |
| Trinidad e Tobago    | TT Premier Football League | Campeão e vice-campeão |
| Variadas             | CONCACAF Caribbean Shield  | Campeão e vice-campeão |

## Formato
Os dez times participantes são divididos em dois grupos de cinco. Os clubes jogam no estilo todos contra todos dentro do próprio grupo, com dois jogos em casa e dois como visitante. Os dois melhores de cada time se classificam para a fase final de mata-mata para definir o campeão.

## Títulos

### Por equipe
| Clube        | Títulos  | Vices    | 3º lugar | 4º lugar |
| ------------ | -------- | -------- | -------- | -------- |
| Robinhood    | 1 (2023) | 0        | 0        | 0        |
| Cavalier     | 0        | 1 (2023) | 0        | 0        |
| Moca         | 0        | 0        | 1 (2023) | 0        |
| Harbour View | 0        | 0        | 0        | 1 (2023) |

### Por país
| País                 | Títulos | Vices | 3º lugar | 4º lugar |
| -------------------- | ------- | ----- | -------- | -------- |
| Suriname             | 1       | —     | —        | —        |
| Jamaica              | —       | 1     | —        | 1        |
| República Dominicana | —       | —     | 1        | —        |